# Wimbledon 1885
De 9e editie van het Britse grandslamtoernooi, Wimbledon 1885, werd gehouden van zaterdag 4 tot en met vrijdag 17 juli 1885. Voor de vrouwen was het de 2e editie van het Britse graskampioenschap. Het toernooi werd gespeeld op de toenmalige locatie op de Worple Road bij de All England Lawn Tennis and Croquet Club in de wijk Wimbledon van de Britse hoofdstad Londen.
Zoals toen gebruikelijk was, speelden de spelers om de titelverdediger te mogen uitdagen in de finale "challenge round". Deze methode werd alleen gebruikt voor het mannenenkelspel.
William Renshaw won zijn vijfde titel door zijn uitdager Herbert Lawford te verslaan.
Renshaw won samen met zijn broer Ernest ook het mannendubbelspel.
Het vrouwentoernooi werd wederom gewonnen door Maud Watson.

## Belangrijkste uitslagen
Mannenenkelspel

Finale: William Renshaw (Verenigd Koninkrijk) won van Herbert Lawford (Verenigd Koninkrijk) met 7–5, 6–2, 4–6, 7–5 
Vrouwenenkelspel

Finale: Maud Watson (Verenigd Koninkrijk) won van Blanche Bingley (Verenigd Koninkrijk) met 6–1, 7–5 
Mannendubbelspel

Finale: Ernest Renshaw (Verenigd Koninkrijk) en William Renshaw (Verenigd Koninkrijk) wonnen van Claude Farrer (Verenigd Koninkrijk) en Arthur Stanley (Verenigd Koninkrijk) met 6–3, 6–3, 10–8 
Het vrouwendubbelspel en gemengd dubbelspel werden in 1913 voor het eerst georganiseerd.
Een juniorentoernooi werd voor het eerst in 1947 gespeeld.